# غلين كريمر
غلين كريمر (بالإنجليزية: Glenn Creamer)‏ هو شخصية أعمال أمريكي، ولد في 1962 في رود آيلاند في الولايات المتحدة.

## وصلات خارجية
- غلين كريمر على موقع إن إن دي بي (الإنجليزية)